# Червоне і чорне (фільм, 1976)
«Червоне і чорне» (рос. «Красное и черное») — російський радянський п'ятисерійний телевізійний художній фільм режисера Сергія Герасимова, знятий на кіностудії ім. Горького в 1976 році. Екранізація однойменного роману Стендаля.

## Сюжет
Дія відбувається у Франції в 1820-ті роки. В будинку мера провінційного містечка Де Реналя з'являється новий гувернер, Жюльєн Сорель, молодий чоловік, повний честолюбних планів. Між освіченим і привабливим хлопцем і дружиною господаря будинку виникає любовний зв'язок …

### У ролях
- Микола Єременко мол. — Жюльєн Сорель
- Наталія Бондарчук — пані де Реналь
- Леонід Марков — пан де Реналь
- Наталія Бєлохвостікова — Матильда де ля Моль
- Гліб Стриженов — маркіз де ля Моль (озвучує Зіновій Гердт)
- Тетяна Паркина — Еліза, покоївка мадам де Реналь
- Михайло Зимін — пан Вально
- Михайло Глузський — абат Пірар
- Вацлав Дворжецький — абат Шела
- Володимир Щеглов — папаша шиСорель
- Михайло Філіппов — пан Фуке
- Лариса Удовиченко — Аманда Біне, Безансонскій шинкарка
- Леонід Оболенський — католицький єпископ
- Ігор Старигін — Норбер де ля Моль
- Лейла Шихлінська — пані де Фервак
- Андрій Сергєєв — маркіз де Круазнуа
- Сергій Малишевський — абат де Фрілер
- Андрій Юрєнєв — граф Альтаміра
- Артем Карапетян — текст від автора
- Олександр Яковлєв — Клод, зять безансонської трактирниці